# Клеон
Клео́н (др.-греч. Κλέων, ранее 470 года до н. э. — 422 год до н. э.) — афинский политический деятель, предводитель партии радикальных демократов («демагог»), стратег в период Пелопоннесской войны.
Клеон происходил из незнатной, но богатой семьи. Судя по всему, Клеон начал политическую деятельность при жизни Перикла. Возможно, он был замешан в судебных процессах, развернувшихся в конце 430-х годов до н. э. против лиц из окружения Перикла. В 431 году до н. э. Клеон выступил против Перикла, требуя решительного сражения со вторгнувшимися в Аттику пелопоннесцами. Точно неизвестно, с каких позиций тогда выступал он против Перикла: был ли он уже радикальным демократом или выступал в одних рядах с представителями аристократической группировки, которыми были организованы процессы против лиц из окружения Перикла, а потом и его самого.
После смерти Перикла Клеон со временем стал одним из самых влиятельных политиков Афинского государства. Он был одним из «новых политиков», которые происходили не из древних аристократических родов и смогли выдвинуться после утраты аристократами своего былого влияния, и одним из демагогов, вождей народа, политических лидеров радикально-демократической ориентации. В 428—425 годах до н. э. Клеон был членом Совета пятисот и занимался финансовыми вопросами. В 425 году до н. э. он впервые командовал войсками и одержал победу в одной из самых успешных операций афинян в Пелопоннесской войне. Клеон выступал сторонником активного ведения военных действий, в противоположность своему противнику Никию. В 422 году до н. э. он был стратегом, вёл военные действия во Фракии и погиб в битве при Амфиполе.

## Источники

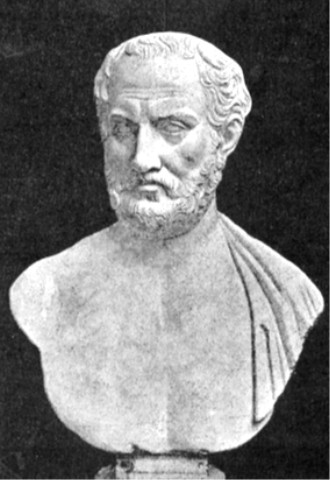
Бюст Фукидида

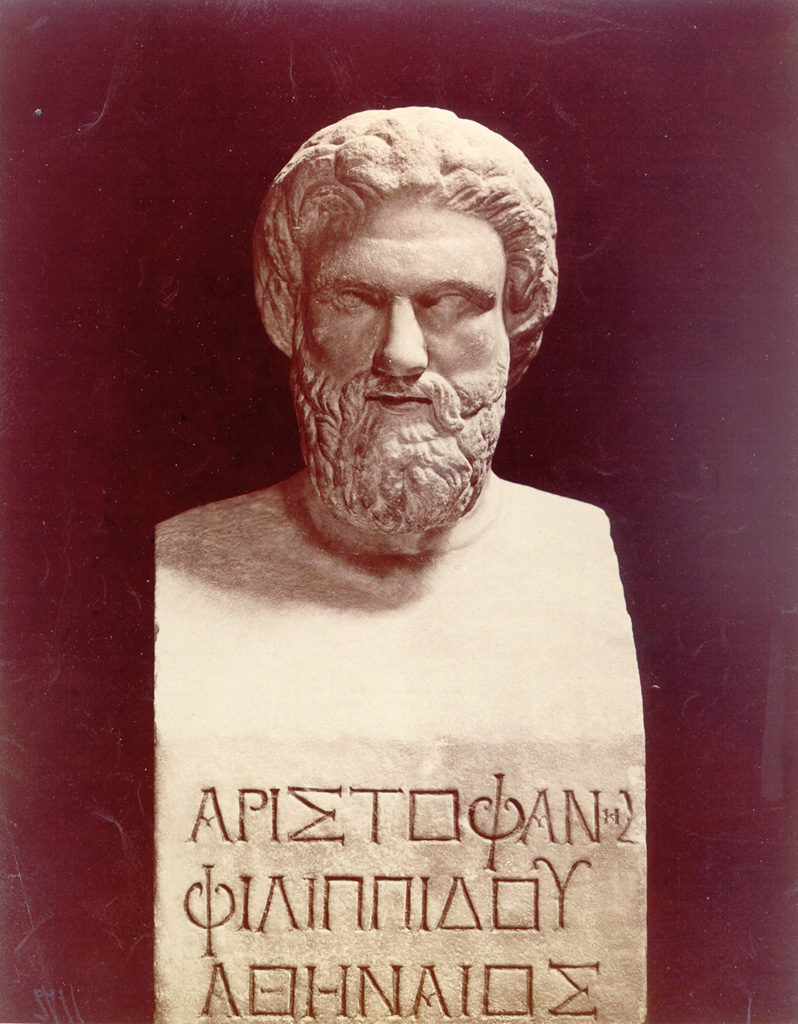
Бюст Аристофана

## Происхождение
Исходя из возможного возраста детей Клеона, дату его рождения относят ко времени не позднее 470 года до н. э. Отцом Клеона современные историки считают Клеенета из филы Пандиониды, который выступил хорегом на Дионисиях в 460/459 году до н. э. и владел кожевенной мастерской. Он принадлежал к наиболее состоятельным афинским гражданам, поскольку исполнял хорегию. О предках Клеенета ничего неизвестно. Возможно, его семья имела какие-то связи с Пафлагонией, так как Аристофан во «Всадниках» даёт Клеону прозвище «Пафлагонец».
Относительно достатка Клеона Критий говорил, что после его смерти осталось 50 талантов. Сведения о его бедности у некоторых авторов не соответствуют действительности. Унаследованная им кожевенная мастерская должна была приносить большой доход. Кроме того, Клеон был эллинотамием 427/426 года до н. э., а это говорит о его принадлежности к пентакосиомедимнам, слою самых богатых афинских граждан.

## Начало политической деятельности
Судя по всему, Клеон начал политическую деятельность при жизни Перикла, выступив сторонником более радикальной демократии. Возможно, он был замешан в судебных процессах, развернувшихся в конце 430-х годов до н. э. против лиц из окружения Перикла. Диоген Лаэртский со ссылкой на автора II века до н. э. Сотиона писал, что «обвинял его (Анаксагора) Клеон, и обвинял в нечестии — за то, что он называл солнце глыбой, огненной насквозь». Но тут же Диоген приводит и другую точку зрения, согласно которой к суду Анаксагора привлёк Фукидид, сын Мелесия. Историк Ф. Шахермайр, пытаясь объяснить это расхождение, предположил, что между аристократами и радикальными демократами был заключён кратковременный союз против Перикла. Впрочем, неясно, был ли тогда Клеон радикальным демократом или же состоял в аристократической группировке.

Карта Греции к началу Пелопоннесской войны (431 г. до н. э.)

Весной 431 года до н. э. большое пелопоннесское войско под командованием спартанского царя Архидама вторглось в Аттику и начало разорять окрестности Афин. Всё сельское население Аттики было заблаговременно эвакуировано в Афины под надёжную защиту стен. Перикл понимал, что не следует отвечать на провокации спартанцев и начинать генеральное сражение. Клеон выступил против Перикла, требуя решительного сражения со вторгнувшимися пелопоннесцами. В связи с этим Плутарх привёл стихи из комедии Гермиппа:
Эй, сатиров царь! 
Почему же ты 
Не поднимешь копье? 
Лишь одни слова 
Сыплешь ты про войну, всё грозней и грозней, 
А душа у тебя — Телета! 
И, когда острят лезвие меча, 
То, в страхе дрожа, ты зубами стучишь 
От укусов смелых Клеона.
Плутарх считал, что Клеон пытался использовать недовольство граждан, чтобы проложить себе путь к руководству демосом. Пока пелопоннесцы стояли в Аттике, афинская эскадра из 100 кораблей вышла в море и курсировала вокруг Пелопоннеса, нанося неожиданные удары по прибрежным поселениям пелопоннесцев. Спартанцы и их союзники, не добившись генерального сражения, осенью отступили обратно. Сразу же после этого афинская армия вторглась в Мегариду и опустошила территорию.

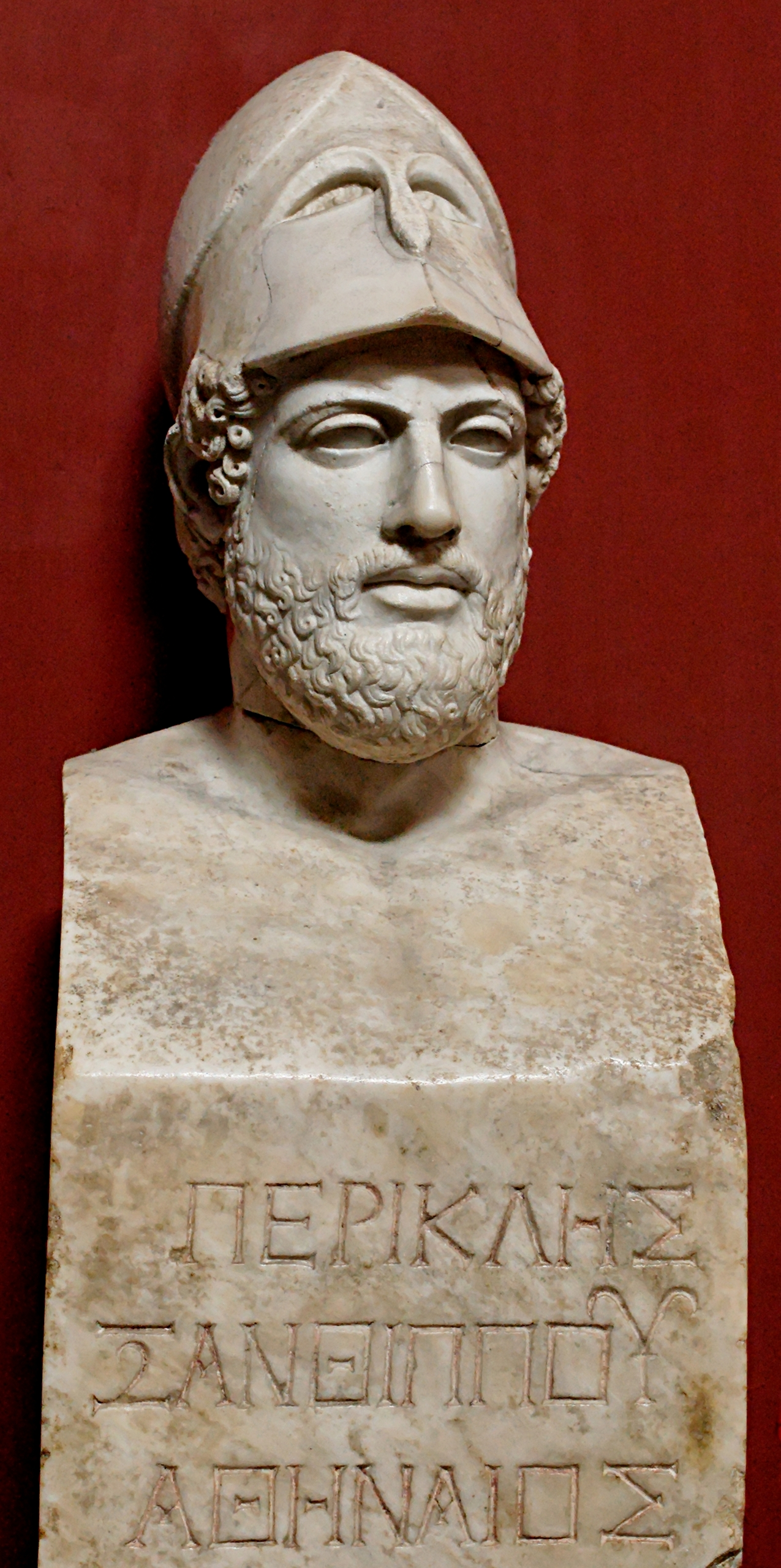
Бюст Перикла

В следующем году пелопоннесцы вновь вторглись в Аттику. Афинский флот под командованием самого Перикла совершил экспедицию к восточным берегам Пелопоннеса. Начавшаяся эпидемия спутала все планы Перикла. В религиозных представлениях афинян чума была расценена как очередная кара богов за родовое проклятие Алкмеонидов. Это привело к новой атаке на Перикла и окончательной утрате им былого влияния. Он был досрочно отстранён от должности стратега. Затем его обвинили в финансовых злоупотреблениях. Перикл был приговорён к уплате крупного денежного штрафа. Его обвинителем в суде был, согласно одной из версий, восходящей к Идоменею, Клеон.
Точно не известно, с каких позиций тогда выступал он против Перикла: был ли он уже радикальным демократом или выступал в одних рядах с представителями аристократической группировки, которыми были организованы процессы против лиц из окружения Перикла, а потом и его самого. В античной традиции есть некоторые указания на связи Клеона с аристократами до того, как он стал демагогом. Плутарх упомянул, что у него были богатые и влиятельные друзья, от которых он отказался. Схолиаст Аристофана с опорой на свидетельство Феопомпа сообщил об отношениях Клеона со всадниками, об оскорблении Клеона всадниками и о его политической борьбе против них, в ходе которой он выдвинул против них обвинение в уклонении от воинских обязанностей. Скорее всего, Клеон имел какие-то связи с представителями аристократической группировки, с которыми он вступил в союз, чтобы проложить путь к руководству демосом.
В 428/427 году до н. э. Клеон был членом Совета пятисот. В этом году восстала Митилена, и в связи с истощением государственной казны был введён чрезвычайный военный налог. Хотя Фукидид не называл инициатора введения налога, некоторые исследователи связывают его с именем Клеона, аргументируя это предположение тем, что Клеон интересовался финансовыми вопросами и был хорошо осведомлён в них.

## Демагог
«Не забывайте, что ваше владычество над союзниками — это тирания, осуществляемая против воли ваших подданных, которые злоумышляют против вас. Они повинуются вам отнюдь не за то, что вы угождаете им себе во вред. На их дружбу вы не можете рассчитывать: они подчиняются, лишь уступая силе».
Фукидид впервые упоминает Клеона, повествуя о событиях 427 года до н. э. Он писал, что Клеон «обладал наибольшим влиянием в народном собрании». На заседании народного собрания решали вопрос об участи восставшего Лесбоса. Клеон внёс предложение казнить всех взрослых мужчин, а женщин и детей продать в рабство, и предложение было принято. Однако на следующий день афиняне одумались, и народное собрание было созвано снова. На этом собрании Клеон выступил, призывая не отменять проведённое им решение. Его взгляд на Афинскую архэ и взаимоотношения с союзниками предполагал нерушимость господства Афин, военное подавление мятежей и максимальный террор для его обеспечения. Против него выступил Диодот, сын Евкрата, предложив смягчить приговор, и решение было пересмотрено. На Лесбос была отправлена другая триера с вестью о том, что приговор пересмотрен, и наказание стало более мягким: казнь заговорщиков, уничтожение городских стен, лишение флота и владений на материке, выделение 3 тысяч земельных участков в пользу Афин с правом сдачи в аренду местным жителям за 2 мины в год. Вторая триера прибыла сразу после того, как стратег Пахет прочитал первое решение и собирался приступить к исполнению. Процесс против Пахета, покончившего с собой прямо в суде, на ораторском возвышении, тоже иногда связывают с именем Клеона, хотя источники и не называют его.
В 427/426 году до н. э. Клеон, по-видимому, исполнял должность эллинотамия, где он мог проявить свои способности к ведению финансовых дел и применить на практике положение о твёрдой и непреклонной политике по отношению к союзникам. Поставленная весной 426 года до н. э. комедия Аристофана «Вавилоняне» в какой-то мере критикует эту сторону деятельности демагога (сама комедия не сохранилась). За это Клеон попытался привлечь Аристофана к суду за клевету, но комедиографу с трудом удалось избежать наказания. К этому же времени или к предыдущему году относится какое-то столкновение Клеона со всадниками, в результате которого он был вынужден «отрыгнуть взятку в пять талантов». Что имелось в виду, неизвестно: в тексте есть только намёк на что-то, известное зрителям; объяснения Феопомпа, приведённые схолиастом, достаточно противоречивы и невнятны.

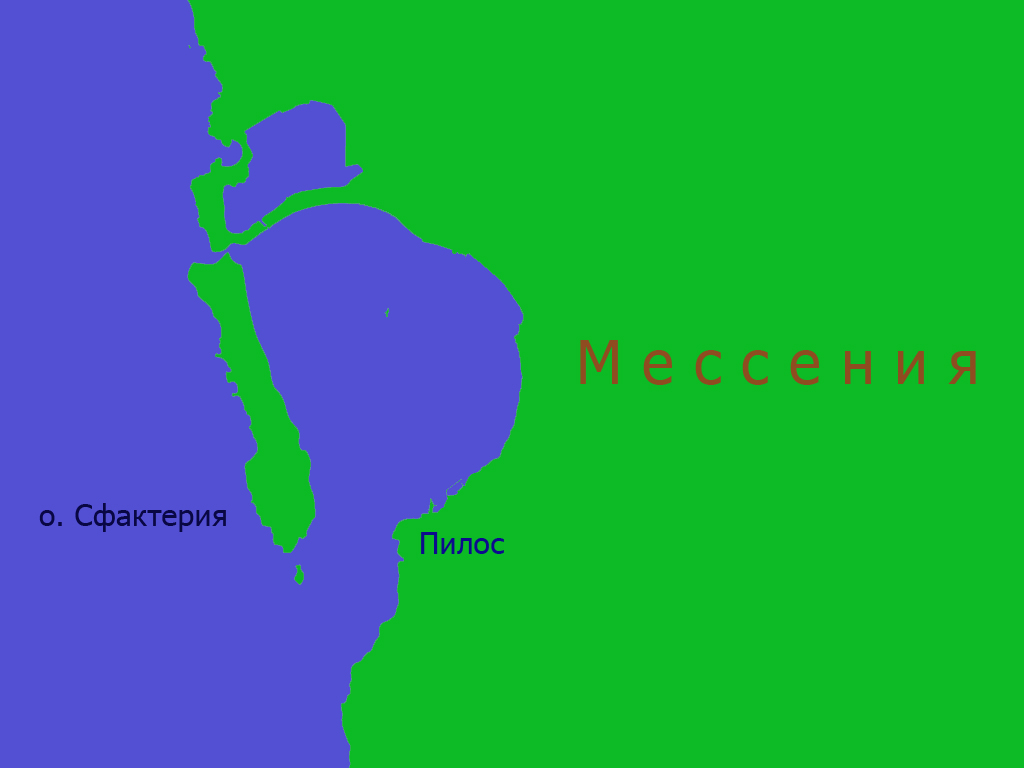
Пилос и Сфактерия

В 425/424 году до н. э. Клеон, очевидно, снова был членом Совета пятисот и был связан с финансами, как это можно понять из «Всадников» Аристофана. Афинский флот под командованием Демосфена, Софокла и Эвримедона направлялся к Керкире. Демосфен предложил захватить и укрепить городок Пилос на юго-западном побережье Пелопоннеса, в Мессении. Пилос был захвачен и превращён в опорный плацдарм Афин на территории Спарты. В этот важный стратегический пункт стали стекаться из окрестностей мессенские илоты, враждебно относившиеся к спартиатам. Спартанцы сначала не придали этому особого значения, но когда стало ясно, что афиняне изменили свою стратегию краткосрочных рейдов на стратегию создания укреплённых пунктов на Пелопоннесе, они отправили морем спартанский отряд, которому удалось занять островок Сфактерию, закрывавший входы в Пилосскую бухту. На помощь Демосфену прибыло подкрепление, в морском сражении победили афиняне, а на Сфактерии был окружён отряд из 420 спартанских гоплитов. Спартанцы запросили перемирия, а потом и мирного договора, но Клеон резко выступил против этого предложения. Осада острова затянулась, афиняне не решались на штурм, и в афинском народном собрании разгорелись дебаты между Никием и Клеоном. Клеон заявил, что афинянам не следует мешкать, а следует немедленно отправить подкрепление к Пилосу и захватить Сфактерию. Никий же упрекал его в том, что из-за него были упущены благоприятные возможности для выгодного мира со Спартой, и подчёркивал трудности захвата Сфактерии. Он не желал ввязываться в рискованную операцию и ставить под угрозу свою репутацию никогда не терпящего поражения полководца. Клеон говорил, что если бы он сам был стратегом, то быстро одержал бы победу. Тогда Никий «объявил, что… Клеон может взять сколько угодно кораблей и выступить в поход». Клеон решил, что Никий блефует, и согласился принять командование на себя, ожидая, что его оппонент возьмёт свои слова обратно. Но Никий отнюдь не шутил, и народное собрание настояло на назначении Клеона. Тогда он согласился и заявил, что в двадцатидневный срок он привезёт спартанцев в Афины живыми или перебьёт их всех на Сфактерии. Как было оформлено назначение Клеона, неизвестно. Он не был избран стратегом на этот год, но, возможно, для него было сделано исключение в виде некой экстраординарной магистратуры, например, одиннадцатого стратега.
ранее 470 до н. э. — рождение Клеона 
 ок. 432 до н. э. — возможное участие в судебных процессах против лиц из окружения Перикла 
 431 до н. э. — выступление против Перикла 
 430 до н. э. — возможное участие в судебном процессе против Перикла 
 428 до н. э. — введение по инициативе Клеона чрезвычайного военного налога 
 427 до н. э. — Клеон предложил казнить мужчин и продать в рабство женщин и детей восставшей Митилены 
 426 до н. э. — постановка комедии Аристофана «Всадники» 
 425 до н. э. — командование афинскими войсками на Сфактерии 
 424 до н. э. — Клеон избран стратегом. Декрет Фудиппа
 422 до н. э. — экспедиция во Фракию. Битва при Амфиполе. Смерть Клеона
Демосфен, которого Клеон избрал своим помощником, был действительным руководителем всей операции от начала и до конца. К тому времени, когда прибыл Клеон с подкреплением, уже было подготовлено наступление на остров. Объединившись, афинские военачальники предложили спартанцам сложить оружие, но те отклонили предложение. Тогда афинские гоплиты числом около восьмисот высадились в противоположных концах острова (с запада — со стороны моря, и с востока — со стороны гавани). Высадка осталась незамеченной, поскольку спартанцы на острове сочли, что афинский флот совершает обычные манёвры. Первой же атакой афиняне уничтожили первый сторожевой пост в 30 солдат. Затем начали высаживаться остальные, весьма значительные силы с 70 кораблей: восемьсот лучников, столько же пельтастов, мессенцы и пилосский гарнизон, кроме воинов, охранявших укрепления.
По приказу Демосфена афинское войско разделилось на отряды по двести человек и начало продвигаться вглубь острова, захватывая возвышенности и окружая спартанцев со всех сторон так, чтобы легковооружённые воины всегда находились у них в тылу. Спартанцы во главе с Эпитадом сомкнутым строем бросились в атаку, но легковооружённые афинские воины легко заходили им во фланги и в тыл, обстреливая из луков. Положение спартанцев ухудшалось с каждой минутой — со всех сторон доносились воинственные крики, летели стрелы и дротики, пепел от сгоревшего леса застилал обзор.
Спартанцы были вынуждены отступать к центру острова, неся потери убитыми и ранеными, и там в узких проходах сдерживали атаки афинян. В это время мессенский военачальник с отрядом лучников и пельтастов совершил обходной манёвр и внезапно оказался в тылу спартанцев. Подавленные появлением вражеского отряда в тылу спартанцы снова отступили к укреплениям в центре острова. Клеон и Демосфен поняли, что если бой будет продолжаться, то все спартанцы будут перебиты, и через глашатая предложили им сдаться. Уцелевшие спартанцы положили щиты на землю, приняв предложение.
Клеон действительно выполнил своё обещание, хотя и с помощью Демосфена. В Афины было привезено 292 пленных спартанских гоплита, а остальные были убиты.
Демосфен с афинским гарнизоном остался в Пилосе. Слава победителя досталась Клеону: он получил почётное место в театре и бесплатный обед в пританее, ещё больше возрос его авторитет у масс. Он был избран стратегом на следующий, 424/423 год до н. э. После Сфактерии афиняне перестали думать о мире. Они отклоняли спартанские мирные предложения, выдвигая новые условия.
Теперь Клеон раздулся от гордости, наглость его стала беспредельной, и он принёс городу множество бедствий… Клеон перестал соблюдать всякие приличия на возвышении для оратора: он был первым, кто, говоря перед народом, стал вопить, скидывать с плеч плащ, бить себя по ляжкам, бегать во время речи; так он заразил государственных деятелей распущенностью и презрением к долгу, которые вскоре погубили всё.
После столь больших побед в афинском народном собрании стало возможным поставить вопрос о повышении фороса. Постановление народного собрания — «декрет Фудиппа», — было принято в 425/424 году до н. э. Сумма фороса увеличивалась более чем в два раза. Современные историки считают, что инициатором этой меры был Клеон, а непосредственным инициатором был некий Фудипп, член его группировки.

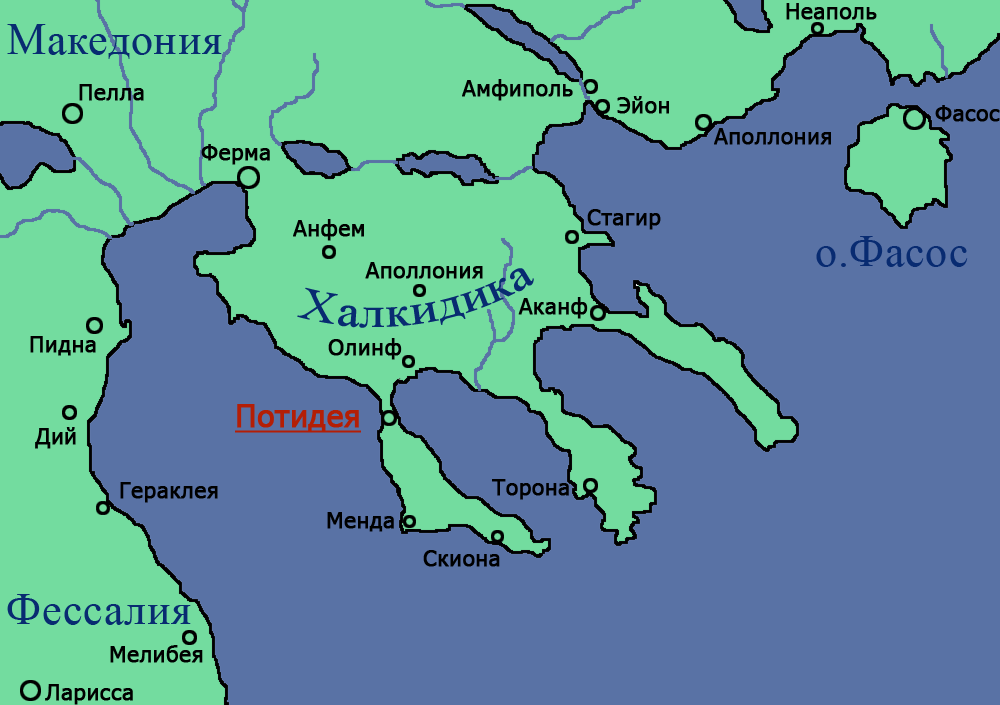
Карта Халкидики

Перевес в войне оказывался на стороне Афин, а положение Спарты ухудшалось. В этих условиях спартанцы решили изменить тактику. Старая тактика ежегодных вторжений в Аттику не оправдала себя (к тому же новое вторжение в Аттику было невозможно — тогда афиняне казнили бы пленённых на Сфактерии спартанцев), и спартанцы решили перехватить у афинян стратегически важные позиции на северном побережье Эгейского моря. Спартанский отряд под командованием Брасида появился на Халкидике. Входившие в Афинский морской союз города Халкидики начали добровольно переходить на сторону Спарты, а другие Брасид брал силой. Была потеряна важная афинская колония Амфиполь. Для афинян такие действия оказались полной неожиданностью. В народном собрании вновь заговорили о мире. В 423 году до н. э. было заключено перемирие со Спартой.
Однако Брасид продолжал успешные действия на северном побережье Эгейского моря, и для противодействия ему было решено послать эскадру под командованием Никия, который был избран стратегом на 424/423 год до н. э. Под его предводительством было 50 кораблей, 1000 афинских гоплитов, 600 лучников, 1000 фракийских наёмников. Афиняне взяли Менду (вследствие внутренних раздоров в городе) и осадили Скиону, но эти успехи не были решающими и не способствовали удачному для афинян исходу кампании. Поэтому на смену ему был отправлен Клеон.
Клеону дали 1200 гоплитов, 300 всадников и некоторое количество союзных воинов. Он прибыл к Скионе, взял там отряд гоплитов и высадился близ Тороны. Узнав, что Брасида нет в Тороне, он осадил город и взял его, одержав победу над пелопоннесским гарнизоном. Оставив в Тороне гарнизон, он двинулся на Амфиполь. По пути Клеон безуспешно пытался захватить Стагир, а затем взял штурмом Галепс. Тем временем Брасид стоял у Амфиполя. Клеон подошёл к Амфиполю, а Брасид вошёл в город. Спартанцы сделали вылазку и напали на афинян, пытавшихся отступить. В бою Брасид был смертельно ранен, а во время отступления некий миркинский пельтаст убил Клеона. Тем не менее афиняне отражали атаки спартанцев, пока не были вынуждены обратиться в бегство.

## Личность
Хотя в античной нарративной традиции нет положительной оценки Клеона, на самом деле он, по-видимому, имел и кое-какие достоинства. Если бы Клеон на самом деле был таким «плохим», каким он описан в древнегреческих источниках, то вряд ли мог бы оставаться на протяжении нескольких лет одним из ведущих политиков государства. Кроме того, что у некоторых авторов была личная неприязнь к Клеону, всех их шокировал прежде всего его стиль политического поведения, так называемая «неистовость». Клеон действительно вёл себя в политической жизни не так, как более ранние политические деятели и большинство его современников. Выступая перед народом, он допускал элементы буффонады, шутовства, что бросалось в глаза по контрасту с Периклом, поведение которого отличалось демонстративным спокойствием и сдержанностью. Афиняне же только посмеивались над выходками Клеона и, по сути, поощряли их. Возможно, Клеон казался массе демоса более близким к нему, чем, например, Перикл.
В области внешней политики Клеон может считаться преемником Перикла. Он выступал за продолжение военных действий со Спартой. Линии обоих политиков несли черты агрессивного империализма, экспансионизма. Они выступали за жёсткий контроль над союзниками. Однако стратегию Перикла Клеон не поддерживал. Эта стратегия предполагала оборону на суше и активные военные действия на море. Клеон же выступал за более активное ведение военных действий.

### Исследования
на русском языке
- Белох Ю. Пелопоннесская война // Греческая история. — 3-е изд. — М.: ГПИБ, 2009. — Т. I.
- Голицынский Н. С. Всеобщая военная история древних времен. — СПб.: Типография А. Траншеля, 1872.
- Егер О. Всемирная история. — М.: АСТ, Полигон. — Т. 1. Древний мир. — ISBN 978-5-17-050157-1.
- Карпюк С. Г. Никий: доблесть политика // Вестник древней истории. — 1994. — № 3. — С. 38—57.
- Кузищин В. И. Глава XV. Пелопоннесская война. 431—404 гг. до н. э. // История Древней Греции. — М.: Высшая школа, 1996. — ISBN 978-5-7695-7746-8.
- Курциус Э. История Древней Греции. — М.: Харвест, 2002. — Т. III. — ISBN 985-13-1123-5.
- Лурье С. Я. История Греции. — СПб.: Издательство С.-Петербургского ун-та, 1993. — 680 с.
- Сахненко Л. А. Демагог Клеон // Вестник древней истории. — 1991. — № 4.
- Сергеев В. С. История Древней Греции. — СПб.: Полигон, 2002. — 704 с. — ISBN 5-89173-171-1.
- Суриков И. Е. Перикл: человек, давший имя эпохе // Античная Греция : политики в контексте эпохи: время расцвета демократии. — М.:: Наука, 2008. — 383 с. — ISBN 978-5-02-036984-9.
- Суриков И. Е. Глава II. Никий: между демосом и богами // Античная Греция: политики в контексте эпохи. Година междоусобиц. — М.: Русский Фонд Содействия Образованию и Науке, 2011. — 328 с. — ISBN 978-5-91244-030-4.
- Шустов В. Е. Войны и сражения Древнего мира. — Ростов-на-Дону: Феникс, 2006. — 521 с. — ISBN 5-222-09075-2.
- Дм. Каринский. Клеон // Энциклопедический словарь Брокгауза и Ефрона : в 86 т. (82 т. и 4 доп.). — СПб., 1895. — Т. XV. — С. 361.
- Cleon // Реальный словарь классических древностей / авт.-сост. Ф. Любкер ; Под редакцией членов Общества классической филологии и педагогики Ф. Гельбке, Л. Георгиевского, Ф. Зелинского, В. Канского, М. Куторги и П. Никитина. — СПб., 1885. — С. 301.

на английском языке
- West A. B. Pericles’ Political Heirs // CPh. — 1924. — № 19. — С. 124—146, 201—228.

на немецком языке
- Shachermeyr F. Religionspolitik und Religiositat bei Perikles. — Wien, 1968.